# Смородинов, Иван Васильевич
Иван Васильевич Смородинов (19 [31] августа 1894, село Матаки, Спасский район, Татарстан — 8 ноября 1953 года, Москва) — советский военачальник, генерал-полковник (1941 год).

## Молодость и Первая мировая война
Иван Васильевич Смородинов родился 19 (31) августа 1894 года в селе Старые Матаки Спасского района Республики Татарстан в чувашской семье крестьянина.

Могила Смородинова на Новодевичьем кладбище Москвы.

С окончанием начальной школы Смородинов в 1909 году окончил в Спасске сельскохозяйственную школу, став специалистом по рыболовству.
В январе 1915 года был призван в Русскую императорскую армию. Зачислен в 1-ю стрелковую Кавказскую дивизию, в мае того же года был отправлен на Северный фронт Первой мировой войны. За храбрость и отвагу в 1916 году Смородинову было присвоено звание младшего унтер-офицера, в 1917 году — фельдфебеля. После Февральской революции был выдвинут в состав комитета солдатских депутатов при штабе дивизии, где сблизился с большевиками. Осенью 1917 года Смородинов был назначен на должность старшего адъютанта начальника штаба 1-й стрелковой Кавказской дивизии. Во время Октябрьской революции был избран на должность начальника штаба 184-й пехотной дивизии.

## Гражданская война
Практически всю Гражданскую войну И. В. Смородинов провёл на Восточном фронте, сражаясь против Народной армии КОМУЧа, войск Уфимской директории и войск адмирала А. В. Колчака.
В сентябре 1918 года вступил в РККА, служил порученцем при командующем Правобережной группой войск в Поволжье, с октября — начальник штаба отдельной Симбирской бригады, которой командовал Н. И. Вахрамеев. Бригада оборонялась в начале ноября 1918 года по рекам Волга и Кама, в устье реки Белая, откуда начала наступление в направлении на Бирск.
В марте 1919 года Смородинов стал помощником начальника оперативного отдела штаба 5-й армии Восточного фронта. Вскоре был назначен на должность начальника оперативного отдела штаба этой армии и на этой должности работал до февраля 1920 года. С февраля по июнь 1920 года был начальником штаба 35-й стрелковой дивизии. С 23 июня по 4 сентября 1920 года временно исполнял должность начальника штаба 5-й армии.

## Межвоенный период
С осени 1921 года — начальник мобилизационного управления штаба Восточно-Сибирского военного округа. Избирался членом Иркутского городского Совета. С сентября 1922 года был начальником штаба Народной революционной армии и флота Дальневосточной республики, а с ноября того же года — начальником штаба 5-й Краснознамённой армии.
В 1924 году окончил Военно-академические курсы высшего комсостава РККА. С мая 1924 года последовательно — помощник начальника отдела, заместитель начальника (июнь 1925), дополнительно — начальник второго отдела учебно-строевого управления (август 1926) Строевого управления и по укомплектованию ГУ РККА.
В 1928 году окончил курсы усовершенствования высшего начальствующего состава при Военной академии РККА им. М. В. Фрунзе. В октябре 1929 года был назначен на должность начальника штаба 3-го стрелкового корпуса. С декабря 1930 по февраль 1931 года был заместителем начальника 2-го Управления Штаба РККА. В феврале 1931 года был возвращён на должность начальника штаба 3-го стрелкового корпуса, однако уже в декабре 1931 года был вновь назначен на должность заместителя начальника 2-го Управления Штаба РККА.
С января 1933 года — заместитель начальника Управления делами НКВМ и РВС СССР, с февраля 1935 года — начальник, а с марта 1936 года — заместитель начальника Управления делами при НКО СССР. С ноября 1937 года был начальником штаба Харьковского военного округа, с мая 1938 года — начальником штаба Киевского военного округа, а с октября 1938 года — заместителем начальника Генерального штаба РККА. В 1939 году был принят в члены ВКП(б).
С декабря 1939 года в должности начальника штаба 7-й армии участвовал в советско-финской войне. После окончания войны вернулся в Генеральный штаб на прежнюю должность.

## Великая Отечественная война и послевоенные годы
С 14 января 1941 года по 18 августа 1943 года служил начальником штаба Дальневосточного фронта. С 25 сентября 1943 года служил начальником Главного управления формирования и комплектования РККА. В марте-апреле 1946 года был начальником Главного штаба Сухопутных войск СССР. В 1946 году был переведён на должность помощника начальника Генерального штаба Вооружённых сил СССР.
В мае 1953 года Иван Васильевич Смородинов вышел в отставку по болезни. Умер в Москве 8 ноября того же года. Похоронен на Новодевичьем кладбище.

## Воинские звания
- Комдив (20.11.1935)[2]
- Комкор (09.02.1939)[3]
- Командарм 2-го ранга (05.12.1939)[4]
- Генерал-лейтенант (04.06.1940)[5]
- Генерал-полковник (12.10.1941)[6]

## Отзывы
Представившись и доложив о цели своего приезда начальнику штаба фронта комкору И. В. Смородинову, одному из крупных в то время военных деятелей, я попросил ознакомить меня с обстановкой и позволить мне два-три дня поработать под его руководством. Иван Васильевич Смородинов был назначен на этот пост с должности заместителя начальника Генерального штаба. Работал он, как мне рассказали, не менее двадцати часов в сутки, и поэтому выглядел очень усталым.Сандалов, Леонид Михайлович. Пережитое. — М.: Воениздат, 1961

## Награды
- Два ордена Ленина (21.03.1940, 21.02.1945)
- Три ордена Красного Знамени (23.02.1933, 31.12.1939, 3.11.1944)
- Орден Кутузова 1-й степени (22.02.1944)
- Орден Суворова 1-й степени (31.07.1944)
- Медали СССР
- Орден «Крест Грюнвальда» 2-й степени (Польша)
- Орден «За заслуги перед народом» 1-й степени (Югославия)